# Aderus lesnei
Aderus lesnei é uma espécie de inseto besouro da família Aderidae. Foi descrita cientificamente por Maurice Pic em 1932.

## Distribuição geográfica
Habita em Moçambique e Chemba (Tanzânia).